# Casa Forestal de Tormón
La casa forestal de Tormón es una singular construcción ubicada en el monte «El Rodeno» de Tormón, municipio de la provincia de Teruel (Comunidad Autónoma de Aragón, España).

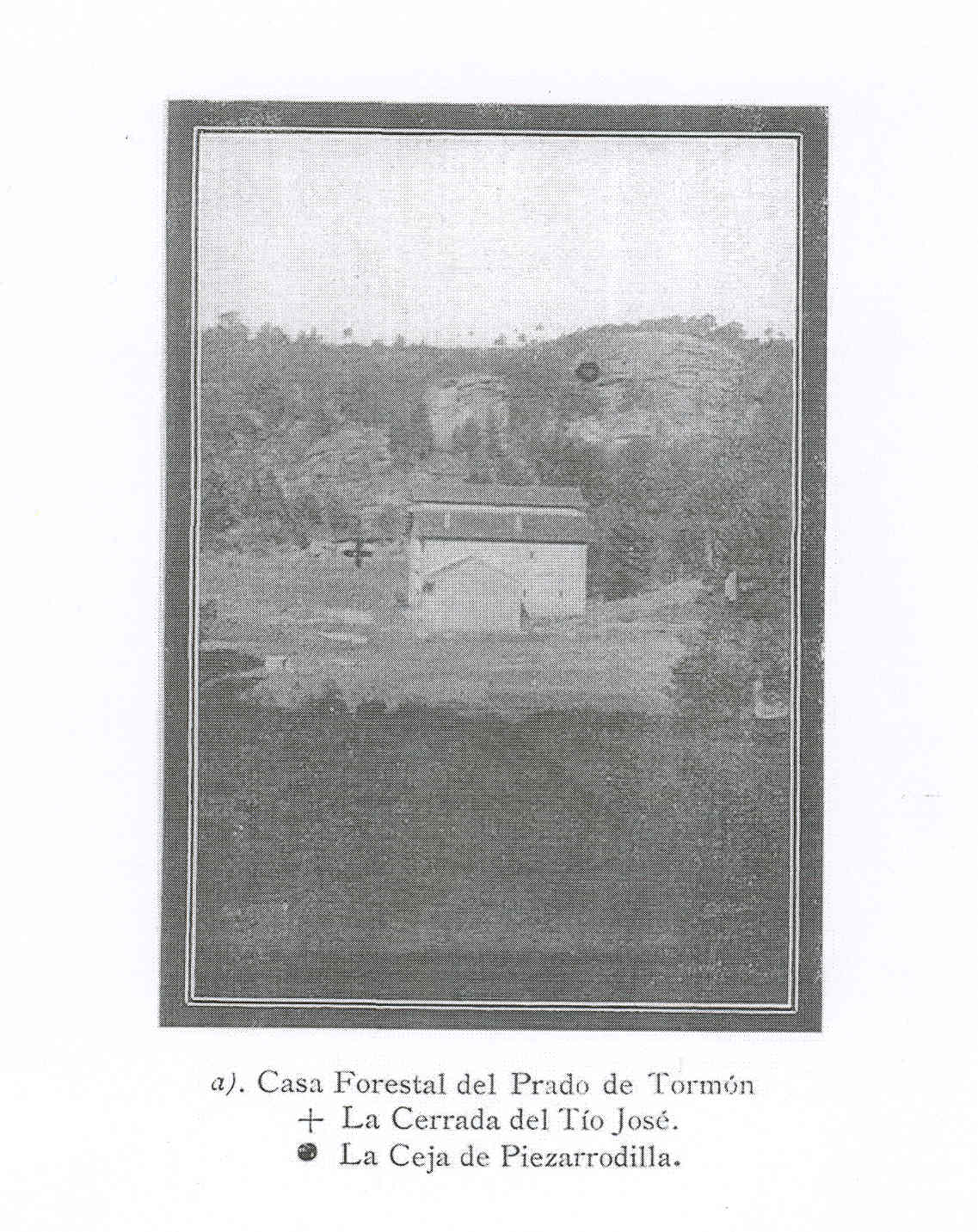
Casa Forestal de Tormón, con detalle de los abrigos rupestres que se señalan (Lámina I a:Tomado de Breuil y Obermaier, 1927).

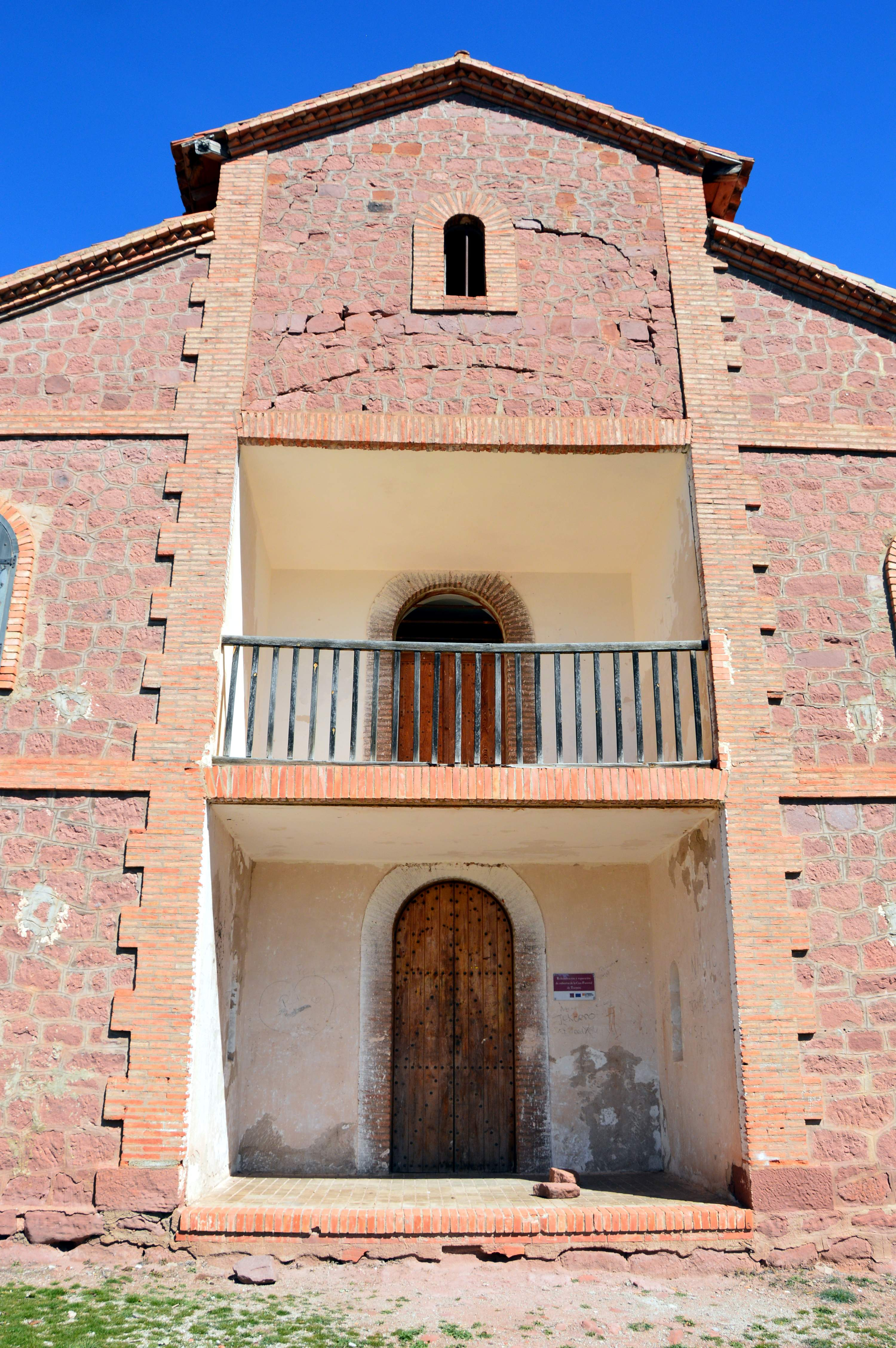
Detalle de la fachada principal (meridional) de la Casa Forestal de Tormón (2018).

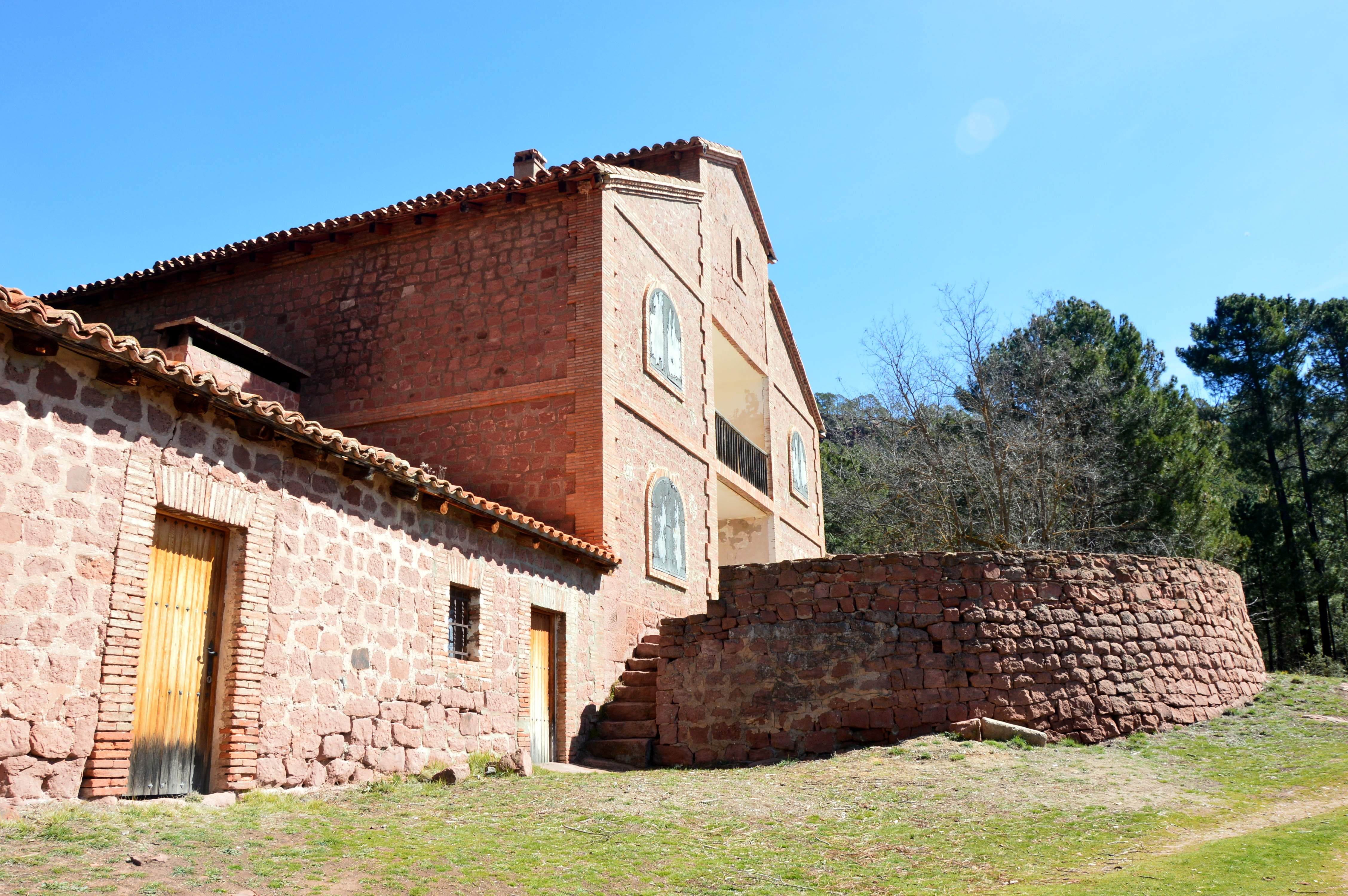
Vista parcial (fronto-lateral izquierda) de la Casa Forestal de Tormón (2018).

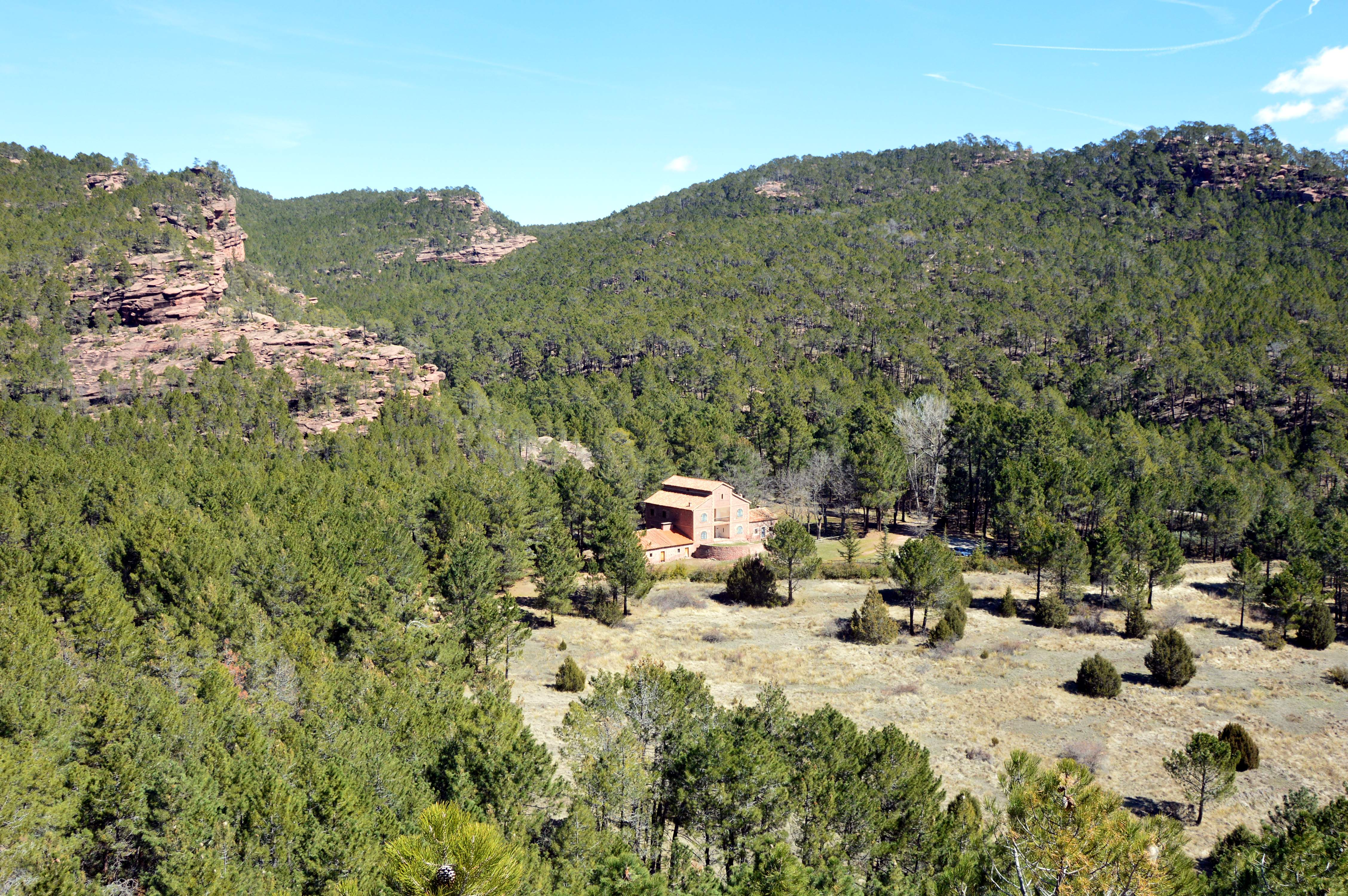
Vista general del Prado de Tormón desde el abrigo de las Cabras Blancas, con detalle de la Casa Forestal de Tormón (2018).

Construida a comienzos del siglo XX por el Estado (Dirección General de Montes) como vivienda de forestales, se halla deshabitada desde los años cincuenta, precisando una adecuada rehabilitación.

## Historia
Su construcción data de principios del siglo XX: a finales de marzo de 1926 -cuando Henri Breuil y Hugo Obermaier estuvieron en la zona viendo las pinturas de los Abrigos rupestres de Tormón-, el edificio ya estaba levantado y lo utiliza como referencia para localizar los abrigos de la Cerrada del Tío José y la Ceja de Piezarrodilla:

«Las rocas que muestran pinturas rupestres son tres, y están situadas en las cercanías de la Casa Forestal del Prado de Tormón, la que se halla en los Montes Universales, a unos cuatro kilómetros al Norte de Tormón (partido judicial de Albarracín), y no lejos del límite meridional de la provincia de Teruel con el Rincón de Adamuz (Valencia)».
Las pinturas rupestres de los alrededores de Tormón (Teruel), Henri Breuil y Hugo Obermaier

El edificio se construyó como vivienda para los forestales; estuvo ocupada hasta los años cincuenta del siglo XX, momento en que la familia que la habitaba se trasladó a Tormón, para que los hijos pudieran ir a la escuela de la villa. Posteriormente, fue utilizado por el Instituto de Conservación de la Naturaleza (ICONA); ahora lo tiene el Servicio Provincial de Agricultura y Medioambiente de la Diputación General de Aragón (DGA), para guardar utensilios y herramientas, siendo propiedad del Ayuntamiento de Tormón.
Su estado de conservación es deficiente –grietas en la fachada principal y hundimiento parcial en la cubierta de las caballerizas-, lo que llevará al edificio a una ruina progresiva, de no rehabilitarse. Hace unos años hubo un proyecto de recuperación, a través de la comarca Comunidad de Teruel y por el Parque Cultural de Albarracín, con el propósito de conservar el edificio y darle un uso turístico y cultural. El proyecto estaba valorado en más de 300.000 euros, pretendía dotar al edificio de servicios -agua, electricidad, desagües...-, para hacer un albergue u hospedería, así como un centro de interpretación de la zona. El proyecto fue aprobado, pero no llegó a ejecutarse.

## Ubicación y descripción
Se halla a la cabecera del «Prado de Tormón» –en el cruce de dos barrancos que bajan de las Tejoneras para formar el barranco de Marín-: un paraje de antiguos campos de cultivo circundado de pinos y rodenales, a unos 4,5 km de la villa, en posición septentrional respecto de la misma. Al complejo se accede por el camino que nace en la pista asfaltada que va de Tormón a Teruel, a la altura de la fuente del Prado, donde se halla el panel de contenidos de los Abrigos rupestres de Tormón.
Levantada en la típica piedra arenisca de la zona, la construcción está basada en mampostería encarada tomada con mortero, y se orienta en sentido norte-sur. Posee planta cuadrangular, tres alturas y esquinas de ladrillo cocido formando cenefa. Tiene un cuerpo central más elevado cubierto con teja árabe a dos aguas. Anejo al cuerpo central hay dos laterales de dos alturas, vertiendo a una agua:

«Su volumetría es proporcionada, con el porche de acceso en la planta baja y balcón o mirador en la alta, protegido por baranda de tablas con pasamano de madera. En la línea del hastial hay una estrecha abertura vertical con el borde superior arqueado. En los cuadrángulos laterales, delimitados por bandas de ladrillo en las zonas estructurales, se abren cuatro vanos enmarcados en ladrillo con alféizar recto, marco superior redondeado y contraventanas, a juego con los portalones de entrada y de la galería. La fachada del edificio principal se abre a una plazoleta elevada, soportada por un muro semicircular de mampostería  a modo de barbacana sobre el Prado, sencilla solución arquitectónica para salvar el desnivel».
Pinturas rupestres en el Rodeno: abrigos del Prado de Tormón, Alfredo Sánchez Garzón

Anexo al edificio principal hay otros edificios menores de fábrica posterior, destinados a distintos usos: albergue, almacén, cuadra, etc. En las inmediaciones hay una fuente y un espacio de recreo sombreado por viejas acacias, con mesas, bancos, asadores y aparcamiento. El complejo supone más de mil metros cuadrados construidos, incluyendo los dos merenderos y un «horno de pan cocer» que utilizaban los forestales que antaño habitaron el lugar.

## Características medioambientales
La Casa Forestal de Tormón se halla en un entorno absolutamente privilegiado, junto al barranco de Marín, en el contexto del Paisaje Protegido de los Pinares del Rodeno y el Parque Cultural de Albarracín: en sus proximidades se hallan los Abrigos rupestres de Tormón, declarados Patrimonio de la Humanidad, y el Mirador de Piezarrodilla.